# Mięśnie międzyżebrowe wewnętrzne
Mięśnie międzyżebrowe wewnętrzne (łac. musculi intercostales interni) – w anatomii człowieka grupa mięśni zaliczanych do grupy głębokich (właściwych) mięśni klatki piersiowej. Stanowią wewnętrzną warstwę mięśni międzyżebrowych. Zajmują powierzchnie międzyżebrowe (przyczepiają się do dolnej krawędzi górnego żebra i do górnej krawędzi dolnego żebra), od kątów żeber do mostka. Ich włókna biegną od przodu i góry ku dołowi i tyłowi (w przeciwnym kierunku niż mięśnie międzyżebrowe zewnętrzne).
Mięśnie międzyżebrowe wewnętrzne dzielą się na dwie warstwy, z których bardziej wewnętrzna określana jest jako mięśnie międzyżebrowe najgłębsze (musculi intercostales intimi), a bardziej zewnętrzna jako mięśnie międzyżebrowe pośrednie (musculi intercostales intermedii) lub wewnętrzne. Mięśnie międzyżebrowe pośrednie od okolicy kątów żeber przedłużają się aż do kręgosłupa jako cienkie rozcięgno – błona międzyżebrowa wewnętrzna (membrana intercostalis interna).
Między warstwami mięśni międzyżebrowych wewnętrznych i zewnętrznych biegną żyły międzyżebrowe, tętnice międzyżebrowe i nerwy międzyżebrowe, układając się od góry do dołu w kolejności: żyła, tętnica, nerw; one też unerwiają i unaczyniają te mięśnie.
Opuszczają żebra, działając jako mięśnie wydechowe.